# Gai, gai, baignons-nous
Série Figaro
Pour plus de détails, voir Fiche technique et Distribution.
Gai, gai, baignons-nous (Bath Day) est un court métrage d'animation américain de la série Figaro réalisé par Charles A. Nichols pour les studios Disney et sorti en 1946.

## Synopsis
Minnie entreprend de donner le bain à son chat Figaro.

## Fiche technique
- Titre original : Bath Day
- Titre français : Gai, gai, baignons-nous
- Série : Figaro
- Réalisation : Charles A. Nichols
- Scénario : Eric Gurney
- Décors : Merle Cox
- Layout : Karl Karpé
- Animation : Brad Case, Murray McClellan, George Nicholas, Marvin Woodward
- Musique : Oliver Wallace
- Société de production : Walt Disney Studios
- Société de distribution : RKO Radio Pictures
- Pays :   États-Unis
- Langue : anglais
- Format : couleur (Technicolor) - 35 mm - 1,37:1 - son mono (RCA Sound System
- Durée : 7 min
- Dates de sortie :
  - États-Unis : 11 octobre 1946[1]

## Distribution

### Voix originales
- Ruth Clifford : Minnie Mouse
- Clarence Nash : Figaro

### Voix françaises

#### 1erdoublage (1990)
- Régine Teyssot : Minnie Mouse

#### 2edoublage (1997)
- Marie-Charlotte Leclaire : Minnie Mouse

## Commentaires
C'est le deuxième des trois films de la série Figaro.
Les effets vocaux de Figaro sont interprétés par Clarence Nash, voix de Donald à l'époque.